# Schandorf
Schandorf (węg. Csém, burg.-chorw. Čemba) – gmina w Austrii, w kraju związkowym Burgenland, w powiecie Oberwart. 1 stycznia 2014 liczyła 282 mieszkańców.